# Ксав'є Гравелен
Ксав'є Гравелен (фр. Xavier Gravelaine, нар. 5 жовтня 1968, Тур) — французький футболіст, що грав на позиції нападника за цілу низку французьких клубних команд та національну збірну Франції
По завершенні ігрової кар'єри — тренер.

## Клубна кар'єра
Народився 5 жовтня 1968 року в Турі. Вихованець футбольної школи «Нанта». У 1986–1988 роках включався до заявки його головної команди, утім в іграх першості за неї не дебютував. Натомість дорослу футбольну кар'єру розпочав 1988 року у складі «По». 
Згодом грав за «Сен-Серен», «Лаваль» та «Кан», а 1993 року приєднався до лав  «Парі Сен-Жермен». У складі столичної команди став чемпіоном Франції у сезоні 1993/94. На умовах оренди з ПСЖ відіграв по одному сезону у «Страсбурі» та «Генгамі».
1996 року приєднався до лав «Марселя», де провів наступні два сезони своєї ігрової кар'єри. Більшість часу був основним гравцем атакувальної ланки команди та одним із її головних бомбардирів команди, маючи середню результативність на рівні 0,4 гола за гру першості.
У подальшому протягом 1998—2004 років захищав кольори «Монпельє», у складі якої вигравав Кубок Інтертото, а також «Парі Сен-Жермен», «Вотфорда», «Гавра», «Монако», «Кана», «Аяччо» та «Істра».
Завершував ігрову кар'єру у швейцарському «Сьйоні» 2004 року.

## Виступи за збірні
1992 року дебютував в офіційних матчах у складі національної збірної Франції. Загалом протягом дворічної кар'єри в національній команді провів у її формі 4 матчі.

## Кар'єра тренера
2005 року тренував команду «Істра».

## Титули і досягнення
- Чемпіон Франції (1):

«Парі Сен-Жермен»: 1993-1994
- Володар Суперкубка Франції (1):

«Монако»: 2000
- Володар Кубка Інтертото (1):

«Монпельє»: 1999